# France Anglade
France Anglade (n. 17 iulie 1942, Constantina, Franța – d. 28 august 2014, La Verrière⁠(d), Île-de-France, Franța) a fost o actriță franceză. Printre cele mai cunoscute filme ale sale se numără Clémentine chérie (1963), Comment trouvez-vous ma sœur ? (1963), Cea mai veche meserie din lume' (1967).

## Biografie
Originară din Châlons-en-Champagne, Marie-France Anglade a venit în 1958 să-și petreacă o vacanță cu o mătușă la Chelles, unde Jean Delannoy filma exterioarele pentru filmul  Guinguette cu Zizi Jeanmaire. Este observată de un asistent, care o încurajează să facă filme. Ulterior, s-a mutat la Paris unde a pozat pentru fotografii de modă și publicitate, împreună cu Geneviève Grad, pentru revista Elle, apoi a început activitatea de actriță. În 1968, ea a preluat rolul principal într-un remake al filmului Caroline dragă. Însă cariera ei a intrat în declin, în anii 1970 turnând filme doar ocazional.
A decedat la 28 august 2014 la 72 ani, din cauze naturale.

## Filmografie selectivă
- 1959 Guinguette, regia Jean Delannoy - figurație
- 1961 Le Rendez-vous de minuit, regia Roger Leenhardt - Fifine
- 1961 Les Amours célèbres, regia Michel Boisrond
- 1962 Les Parisiennes, regia Marc Allégret - Une collégienne (film sketch)
- 1962 Douce Violence, regia Max Pécas
- 1962 Les Sept péchés capitaux, regia Édouard Molinaro, (film sketch)
- 1962 Comme un poisson dans l'eau, regia André Michel, Florence
- 1962 La Dénonciation, regia Jacques Doniol-Valcroze
- 1962 Les Dimanches de Ville d'Avray, regia Serge Bourguignon - Lulu
- 1963 Les Bricoleurs, regia Jean Girault - o candidată pentru permis de conducere
- 1963 Du mouron pour les petits oiseaux, regia Marcel Carné
- 1963 Les Veinards, regia
- 1963 Comment trouvez-vous ma sœur ?, regia Michel Boisrond - Cécile
- 1963 Clémentine chérie, regia Pierre Chevalier - Clémentine
- 1964 Les Motorisées - sora Maria
- 1964 L'Huitre et la perle (film TV) - L'institutrice
- 1964 Le Repas des fauves, regia Christian-Jaque - Sophie
- 1965 Le Lit à deux places, regia Jean Delannoy - L'épouse
- 1965 Twenty-Four Hours to Kill, regia Peter Bezencenet - Franzi Bertram
- 1967 Cea mai veche meserie din lume (Le Plus Vieux Métier du monde), regia Claude Autant-Lara - Catherine (film à sketch)
- 1968 Caroline chérie, regia Denys de La Patellière - Caroline de Bievre
- 1975 La Chasse aux hommes, regia Lazare Iglesis
- 1984 Aldo et Junior, regia Patrick Schulmann
- 1988 Sortis de route, regia Bruno Mattei - La mère
- 1990 Faux et usage de faux, regia Laurent Heynemann - soția lui Charles
- 1991 Toubab Bi, regia Moussa Touré - La femme du centre d'accueil